# LaRue Martin
LaRue Martin, né le 30 mars 1950 à Chicago, Illinois, est un ancien joueur américain professionnel de basket-ball, souvent considéré comme le pire premier choix de Draft de la NBA de l'histoire. Martin fut sélectionné à sa sortie de l'Université Loyola par les Trail Blazers de Portland en 1972, choisi devant Bob McAdoo.

## Biographie
Pivot de 2,13 m, LaRue Martin fit une entrée en NBA en fanfare en 1972. Malheureusement, il ne répondit jamais aux immenses attentes placées en lui, passant quatre saisons sur le banc des Trail Blazers avant de prendre sa retraite en 1976.
Martin se fit connaitre du monde du basket lors d'une confrontation avec Bill Walton dans un match entre Loyola et UCLA en 1971-1972. Les Portland Trail Blazers furent si impressionnés qu'ils firent de Martin leur premier choix de la draft en 1972.
Cependant, Martin ne s'adapta jamais à la NBA, et après que les Blazers eurent drafté Walton en 1974, il n'eut plus jamais sa chance. En quatre saisons, Martin ne scora jamais plus de 7.0 points par match, et il ne tira jamais à plus de 45,2 % aux tirs. Il réalisa ces performances lors de la saison 1974–75, quand Walton manqua la majeure partie de la saison pour cause de blessure.
Martin prit sa retraite en 1976, une année avant que les Blazers remportent leur premier titre NBA. En quatre saisons, il inscrivit 5,3 points et 4,6 rebonds par match.
Il travaille désormais pour UPS.